# Manu Vatuvei

a Compétitions nationales et continentales officielles uniquement.

b Matchs officiels uniquement.
Manu Vatuvei, né le 4 mars 1986 à Auckland, est un joueur de rugby à XIII néo-zélandais évoluant au poste d'ailier dans les années 2000, cousin de Luatangi Vatuvei. Au cours de sa carrière, il a été international néo-zélandais avec qui il a été champion du monde 2008. En club, il n'a connu qu'un club : les New Zealand Warriors.

## Biographie

### Débuts
Vatuvei naît en Nouvelle-Zélande, il est d'origine tongienne. Il grandit à Otara dans la banlieue de Manukau City. Très vite il joue au rugby à XIII au niveau scolaire. Après cela, il signe à 18 ans dans l'unique franchise néo-zélandaise disputant la National Rugby League les New Zealand Warriors.

### New Zealand Warriors
Il fait ses débuts professionnels en 2004 contre les Sydney Roosters. L'année suivante, il fait ses débuts en sélection néo-zéandaise contre l'Australie le 16 octobre 2005 lors d'une rencontre dans le cadre des Tri-Nations à Telstra Stadium. Il dispute cette même année la finale de ce Tri-Nations contre le même adversaire au cours de laquelle il inscrit deux essais permettant à sa sélection de remporter le titre.
En 2008, il participe à la champion du monde 2008 qui se dispute en Australie. Contre toute attente, la Nouvelle-Zélande bat l'Australie en finale.

### Dancing with the stars
En avril 2019 il participe à l'émission de télévision Dancing with the Stars, version néo-zélandaise de Danse avec les stars. C'est alors la 8e saison. Le 16 juin 2019 il remporte la compétition.

## Palmarès
- Champion du monde : 2008.
- Vainqueur du Tri-Nations : 2005.